# 天剛山隆清
天剛山 隆清（てんごうやま たかきよ、1953年10月2日 - ）は、新潟県新潟市出身で木瀬部屋に所属した元大相撲力士。本名は佐藤 高志（さとう たかし）。182cm、145kg。最高位は東十両5枚目（1982年1月場所）。得意は右四つ、寄り。

## 来歴
新潟明訓高等学校では、初め柔道部に所属、高校1年生の秋にレスリングに転向した。日米親善高校レスリング大会の新潟代表に決まった際、取材に訪れたNHK記者から、相撲をやらないかと勧誘され、木瀬部屋を紹介された。小学2年生の時に父を交通事故で亡くしてからは母子家庭であったが、母の名が「キセ」であり、縁を感じて高校2年生の秋に入門した。1970年11月場所に天剛山 隆清（てんごうさん たかきよ）の四股名で初土俵、1981年11月場所に新十両、1982年7月場所に四股名の読みを「てんごうさん」から「てんごうやま」に改めた。非力で脇も甘かったが、柔軟な体格を生かして突っ張りからの右四つの寄りが持ち味の活気に満ちた取り口であった。十両に12場所連続在位するも1983年11月場所に幕下に陥落、1985年5月場所に廃業。廃業後は、郷里の新潟市中央区で飲食店「ちゃんこ天剛山（てんごうやま）」を経営した。

## 主な成績
- 通算成績：350勝351敗4休 勝率.499
- 十両成績：85勝95敗 勝率.472
- 現役在位：88場所
- 十両在位：12場所

### 場所別成績
| | 一月場所 初場所（東京） | 三月場所 春場所（大阪） | 五月場所 夏場所（東京） | 七月場所 名古屋場所（愛知） | 九月場所 秋場所（東京） | 十一月場所 九州場所（福岡） |
| --- | ----------------------- | ----------------------- | ----------------------- | --------------------------- | ----------------------- | --------------------------- |
| 1970年 （昭和45年） | x                       | x                       | x                       | x                           | x                       | （前相撲）                  |
| 1971年 （昭和46年） | 東序ノ口3枚目 5–2       | 東序二段48枚目 4–3      | 東序二段31枚目 2–5      | 東序二段47枚目 0–3–4        | 東序二段95枚目 6–1      | 西序二段22枚目 2–5          |
| 1972年 （昭和47年） | 東序二段44枚目 5–2      | 西三段目78枚目 3–4      | 東序二段9枚目 4–3       | 西三段目71枚目 2–5          | 東序二段10枚目 4–3      | 東三段目77枚目 3–4          |
| 1973年 （昭和48年） | 西序二段6枚目 4–3       | 東三段目77枚目 2–5      | 東序二段16枚目 5–2      | 西三段目63枚目 3–4          | 西三段目75枚目 4–3      | 西三段目62枚目 4–3          |
| 1974年 （昭和49年） | 西三段目46枚目 3–4      | 東三段目54枚目 4–3      | 東三段目43枚目 1–6      | 西三段目68枚目 6–1          | 西三段目22枚目 4–3      | 西三段目11枚目 2–5          |
| 1975年 （昭和50年） | 東三段目34枚目 3–4      | 東三段目44枚目 4–3      | 東三段目30枚目 4–3      | 東三段目18枚目 4–3          | 西三段目5枚目 4–3       | 西幕下53枚目 4–3            |
| 1976年 （昭和51年） | 西幕下44枚目 3–4        | 東幕下54枚目 2–5        | 西三段目14枚目 3–4      | 東三段目24枚目 5–2          | 西三段目2枚目 5–2       | 東幕下39枚目 5–2            |
| 1977年 （昭和52年） | 西幕下21枚目 5–2        | 西幕下9枚目 1–6         | 西幕下36枚目 5–2        | 東幕下17枚目 4–3            | 西幕下13枚目 1–6        | 東幕下38枚目 5–2            |
| 1978年 （昭和53年） | 東幕下22枚目 5–2        | 東幕下8枚目 2–5         | 東幕下23枚目 4–3        | 東幕下16枚目 4–3            | 東幕下13枚目 2–5        | 東幕下34枚目 4–3            |
| 1979年 （昭和54年） | 西幕下26枚目 4–3        | 西幕下17枚目 4–3        | 西幕下12枚目 2–5        | 東幕下32枚目 2–5            | 東幕下55枚目 5–2        | 西幕下33枚目 3–4            |
| 1980年 （昭和55年） | 西幕下41枚目 4–3        | 東幕下31枚目 3–4        | 西幕下40枚目 4–3        | 西幕下32枚目 2–5            | 西幕下55枚目 6–1        | 東幕下25枚目 4–3            |
| 1981年 （昭和56年） | 西幕下17枚目 5–2        | 西幕下8枚目 3–4         | 西幕下14枚目 5–2        | 東幕下5枚目 5–2             | 東幕下筆頭 5–2          | 東十両12枚目 9–6            |
| 1982年 （昭和57年） | 東十両5枚目 7–8         | 西十両6枚目 6–9         | 東十両11枚目 8–7        | 西十両5枚目 6–9             | 西十両8枚目 8–7         | 東十両6枚目 7–8             |
| 1983年 （昭和58年） | 西十両8枚目 7–8         | 西十両11枚目 8–7        | 東十両7枚目 6–9         | 東十両10枚目 7–8            | 東十両12枚目 6–9        | 西幕下2枚目 2–5             |
| 1984年 （昭和59年） | 西幕下14枚目 3–4        | 東幕下23枚目 3–4        | 東幕下33枚目 4–3        | 西幕下23枚目 3–4            | 東幕下31枚目 4–3        | 東幕下23枚目 2–5            |
| 1985年 （昭和60年） | 西幕下50枚目 5–2        | 西幕下30枚目 2–5        | 東幕下52枚目 引退 1–6–0 | x                           | x                       | x                           |
| 各欄の数字は、「勝ち-負け-休場」を示す。 優勝 引退 休場 十両 幕下 三賞：敢=敢闘賞、殊=殊勲賞、技=技能賞 その他：★=金星 番付階級：幕内 - 十両 - 幕下 - 三段目 - 序二段 - 序ノ口 幕内序列：横綱 - 大関 - 関脇 - 小結 - 前頭（「#数字」は各位内の序列） |                         |                         |                         |                             |                         |                             |

## 改名歴
- 天剛山 隆清（てんごうさん たかきよ） 1970年11月場所～1982年5月場所
- 天剛山 隆清（てんごうやま たかきよ） 1982年7月場所～1985年5月場所
  - 四股名の読みを改めているが四股名の表記そのものは変えていないため、番付上の改名歴はない。